# 프리드리히 1세 (프로이센)
프리드리히 1세(독일어: Friedrich I., 1657년 7월 11일 ~ 1713년 2월 25일)는 프로이센 호엔촐레른 왕가의 초대 국왕 (1701년 ~ 1713년)이자 브란덴부르크의 선제후 (1688년 ~ 1713년)와 프로이센의 공작 (1688년 ~ 1701년)이었다.  1701년 그는 오스트리아의 대공이자 신성 로마 황제 레오폴트 1세로부터 호의를 얻음으로써 공국을 왕족으로 승진시켜 프로이센의 초대 국왕이 되었다.  그는 오라녜나사우가로 자신의 모성애 덕분에 자신의 영토와 함께 뇌샤텔의 공국을 포함하였다.  군림의 25년 중 22년은 다양한 전쟁들에 싸우는 것에 보내졌고 아직 그는 사니이 돈을 위하여 다른 통치자들을 위하여 대부분 싸우고 있었으므로 스웨덴으로부터 더 많은 영토들을 점령하는 데 대북방 전쟁을 이용할 수 없었다.  그의 어떤 부가 왕실을 유지하는 데 사용되었던 동안 프랑스의 루이 14세의 모델을 따서 만든 그의 국고는 자신의 부패하고 무능한 고문들에 의하여 고갈되었다.

## 어린 시절
프리드리히 1세는 브란덴부르크의 프리드리히 빌헬름와 그의 첫 부인 루이제 헨리에테 판 오라녜나사우의 3번째 자식으로서 동프로이센 쾨니히스베르크에서 태어났다.  그는 그 중에 3명이 유아로서 사망했던 6명의 친형제들이 있었고, 슐레스비히-홀슈타인-존더부르크-글뤽스부르크의 도로테아 공주에게 부친의 두번째 결혼 생활로부터 7명 더의 의붓 형제들이 있었다.  
그는 그가 자신의 의붓어미에 의하여 중독되었다는 소문 속에 1674년 19세의 나이에 브란덴부르크의 선거왕인 자신의 형 카를의 사망에 이어 자신의 부친의 상속인이 되었다.  도로테아가 프리드리히 빌헬름을 자신의 첫 결혼 생활로부터 그의 아이들을 우회하고, 그의 대지의 외곽 부분을 그녀의 4명의 아들에게 유증하도록 설득시키는 데 시도하였고, 그의 동생 루트비히도 또한 1687년에 사망하였다.
자신의 생명을 두려워 한 프리드리히는 자신의 형의 사망에 이어 그의 보호자 역할을 맡은 그의 가정 교사이자 친구인 에베르하르트 폰 당켈만에 의하여 동행되어 브란덴부르크를 떠났다.  1688년 4월 그의 사망 전에 그의 부친은 당켈만에 의하여 설계된 계획에 의하여 무효화된 프리드리히와 그의 이복 형제들 사이에 그의 영토들을 나누기로 했다.

## 군림
프리드리히 1세는 자신의 즉위 후 슈비부스를 슐레지엔으로 회복을 약속하면서 신성 로마 황제 레오폴트의 지지를 얻었다.  1688년 5월 브란덴부르크의 선제후 프리드리히 3세와 프로이센의 공작이 되어 거액의 돈을 대가로 그의 이복 형제들의 주장을 포기하도록 설득함으로써 부친의 영토들을 연합하였다.
프리드리히는 1689년 그의 사촌 오라녜의 빌럼이 잉글랜드, 아일랜드와 스코틀랜드의 국왕으로 후자가 왕위에 즉위한 것에 결과를 가져온 그가 명예혁명 동안 잉글랜드를 침입했을 때 그를 도왔다.  그는 때문에 자신의 손자 프리드리히 "대왕" 2세에 의하여 "용병왕"으로 불릴 또한 자신의 동맹, 특히 황제에 의하여 이용되는 데 자신의 군대를 허용하여 또한 큰 이익을 얻었다.
그는 개인적으로 프랑스의 루이 14세에 대항하는 대동맹 (아우크스부르크 동맹)의 일부로서 네덜란드 공화국과 함께 군대에 가입했을 때 9년 전쟁이 일어난 동안 1689년 본의 포위 공격에 개인적으로 존재하였다.  하지만 그는 레오폴트 1세와 거래를 끝내 1694년까지 슈비부스를 의지하였다.
지위와 명예를 위하여 열망한 프리드리히는 이전적으로 선제후의 독점적인 지위가 1692년까지 3명의 세속 왕자들을 포함하여 9명의 일원들에 의하여 나누어졌던 사실에 의하여 만족스럽지 않았다.  그는 더욱 나가서 작센의 선제후 아우구스트 2세가 폴란드의 국왕이 되고, 브라운슈바이크뤼네부르크 선제후국의 에르네스트 아우구스투스가 영국 왕위 계승을 확보하면서 권력의 상실을 두려워했다.
9년 전쟁에서 공헌들에 불구하고 유럽의 왕실들이 브란덴부르크-프로이센을 무시했을 때 그의 두려움은 레이스베이크 조약 (1697년)에 진실로 왔다.  1693년 빈에 있는 합스부르크 궁정에서 그가 자신의 지위를 승진시키는 데 헛된 시도 마저 하였어도 프로이센 공국을 왕국으로 승진시킨 것이 이 점에 주요 일정이 되었다.
자신의 부친과 달리 그는 시초적으로 자신의 수상 (1692년 ~ 1697년)으로 지냈던 에베르하르트 폰 당켈만에 의하여 다루어졌던 그의 영토들의 통치를 여기는 임명된 공무원들에 더욱 의지하였다.  당켈만은 정부를 중앙화하고 새로운 선제후의 통치 아래 새로운 영토들을 가져오면서 프리드리히의 부친 브란덴부르크-프로이센의 대선제후의 정책들을 크게 지속적으로 했다.
그의 두번째 부인 조피 샤를로테를 포함하여 프리드리히의 궁정에서 많은이들은 당켈만이 보유했던 권력을 원망했으나 그는 무거운 비용을 두려워 한 자신의 왕실의 야망들을 반대한 후 선제후의 분노를 샀다.  그는 1697년 후순에 부정부패 혐의로 체포되어 투옥되었고, 아첨을 통하여 프리드리히의 호의들을 얻은 부패한 공무원들 요한 바르텐베르크, 아우구스투스 비트겐슈타인과 알렉산더 바르텐슬레벤에 의하여 대체되었다.
1699년 스페인 왕위 계승 전쟁이 불가피해 보이면서 프리드리히는 군사 지원에 의한 대가로 황제에 의하여 국왕으로서 인정되는 데 협상들을 새로 하였다.  레오폴트와 보헤미아의 국왕 만이 신성 로마 제국 안에서 국왕들로 인정될 수 있었던 동안 프리드리히는 제국의 외부에서 자신이 또한 프로이센 공국을 다스렸다는 사실의 장점을 택하였다.
1700년 11월 16일 프리드리히가 "프로이센의 국왕" 대신 "프로이센에서 국왕"으로 자신을 부르는 데 허용했던 것을 통하여 왕실 조약이 맺어졌다.  쾨니히스베르크에 돌아는 그는 1701년 1월 17일 왕실의 국장 "프로이센 검은 독수리"와 표어 "suurr cuique"를 봉납하였다.  그리고 다음날 그는 쾨니히스베르크 성에서 바로크 의식에서 자신과 부인 조피 샤를로테에게 스스로 왕관을 씌었다.
이어진 세월에 황제의 브란덴부르크에 권위가 점차적으로 감소하면서 그는 자신을 프로이센의 프리드리히 1세로서 모델로 삼고 자신의 군대를 "프로이센 왕실군"으로 불렀다.  그는 자신이 베를리너 돔에 안치되어 자신의 아들 프리드리히 빌헬름 1세에 의하여 계승되었던 1713년 자신의 사망까지 다스렸다.

## 개인 생활과 유산
프리드리히 1세의 첫 결혼 생활은 4년 후에 사망하여 1680년에 태어난 루이제 도로테아로 불린 딸을 남긴 헤센-카셀의 엘리자베트 헨리에테에게였다.  그는 다음 2명의 아들 (그중 1명은 유아로서 사망)을 낳은 잉글랜드의 국왕 조지 1세의 누이 조피 샤를로테에게 결혼하였다.
자신의 교양이 있는 두번째 부인 조피 샤를로테와 더불어 그는 프랑스의 루이 14세에 의하여 건설된 베르사유 궁전을 본떠 베를린 궁정을 지었고 언어와 예의 둘다에서 프랑스 국왕을 모방하였다.  자신의 새로운 왕국을 위하여 베를린을 어울리는 수도로 만드는 데 그는 호헨촐레른 궁전을 넓힌 대규모 무기고를 건설하였고, 예술가와 지적인들이 환영을 받은 바로크 도시로서 그것을 아름답게 했다.
1694년 그는 할레 대학을 설립하고, 베를린 예술 아카데미 (1696년)와 국립 과학 아카데미 (1700년)을 창립하였다.  그는 박식가 고트프리트 빌헬름 라이프니츠를 프로이센 과학 아카데미의 학장, 그리고 야코프 파울 폰 군들링을 베를린 기사 학교에서 역사학과 법학의 교수로 임명하였다.
1705년 자신의 두번째 무인의 사망 후에 그는 1708년 세번째 부인 메클렌부르크-슈베린의 조피 루이제에게 결혼했으나 그녀와 함께 아무 자녀를 두지 않았다.  그는 또한 자신의 궁정에서 공식 여주인 카타리나 폰 바르텐베르크를 가두어 루이 14세의 스타일을 따랐으나 보기에 그녀와 육체적 관계를 가지지 않았다.
1713년 2월 25일 베를린에서 사망하였다.

## 트리비아
자신이 베를린에서 "구부러진 프리츠"로 알려지게 되었기 때문에 프리드리히 1세는 어린 시절의 사고에 이어 꼬인 발목과 굽은 등으로 남겨졌다.  많은 그의 의사와 협잡꾼들은 그의 기형을 교정하기 위해 헛되이 시도하였다.